# Yū Onabuta
Yū Onabuta (jap. 女部田 祐, Onabuta Yū; * 5. Februar 1994) ist ein japanischer Sprinter.
Beim Leichtathletik-Continentalcup 2014 in Marrakesch wurde er mit dem asiatischen Team Vierter in der 4-mal-100-Meter-Staffel.
Seine persönliche Bestzeit über 100 m von 10,25 s stellte er am 5. September 2014 in Kumagaya auf.
Onabuta studiert seit 2012 Rechtswissenschaft an der Chūō-Universität.